# Kłokock
Kłokock [pronunciación en polaco: /ˈkwɔkɔt͡sk/] es un pueblo ubicado en el distrito administrativo de Gmina Lipno, dentro del Distrito de Lipno, Voivodato de Cuyavia y Pomerania, en el norte de Polonia central. Se encuentra aproximadamente a 4 kilómetros al sur de Lipno y a 45 kilómetros al sureste de Toruń.